# Singaporemma singulare
Espèce
Synonymes
- Singaporemma singularis Shear, 1978

Singaporemma singulare est une espèce d'araignées aranéomorphes de la famille des Tetrablemmidae.

## Distribution
Cette espèce est endémique de Singapour. Elle se rencontre dans la Central Catchment Nature Reserve.

## Description
Le mâle holotype mesure 1,02 mm et la femelle paratype mesure 1,15 mm.

## Publications originales
- Shear, 1978 : Taxonomic notes on the armored spiders of the families Tetrablemmidae and Pacullidae. American Museum novitates, no 2650, p. 1-46 (texte intégral).